# Jemenben történt légi közlekedési balesetek listája
Az Jemenben történt légi közlekedési balesetek listája mind a halálos áldozattal járó, mind pedig a kisebb balesetek, meghibásodások miatt történt, gyakran csak az adott légiforgalmi járművet érintő baleseteket is tartalmazza évenkénti bontásban.

## Jemenben történt légi közlekedési balesetek

### 2011
- 2011. október, al-Anad Légibázis. Lezuhant leszállás közben egy Antonov szállító repülőgép az al-Anad Légibázison. A balesetben 4 fő vesztette életét.[1]

### 2012
- 2012. november 21. Szanaa. Lezuhant egy kiképzési repülést végző Antonov szállító repülőgép a főváros al-Hasszaba kerületében egy üres piactéren. A gépen tartózkodó 10 fő életét vesztette, köztük 5 tiszt volt.[1]

### 2013
- 2013. február, Szanaa. Egy katonai légi jármű lezuhant és 10 fő életét vesztette a balesetben.[2]
- 2013. május 13., Szanaa. Egy szovjet gyártású Szuhoj Szu–22 típusú katonai repülőgép felrobbant a levegőben a jemeni főváros felett. A gép egy gyakorlatról tartott hazafelé. A pilóta életét vesztette a balesetben. A gép roncsai a főváros déli részén, lakott övezetére zuhantak és a földön több személyt is megsebesítettek.[2]